# Lista de supercentenários norte-americanos
Esta é uma lista incompleta de supercentenários originários dos Estados Unidos, ou seja de pessoas que tenham a nacionalidade desse país e que tenham alcançado a idade de 110 anos.

## Ann Pouder

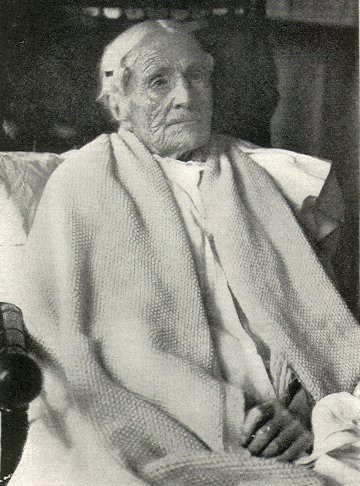

Ann Alexander Pouder (Londres, 8 de abril de 1807 - Baltimore, 10 de julho de 1917) foi uma das primeiras pessoas centenárias a conseguir provar que ultrapassou a idade de 110 anos, tendo falecido aos 110 anos e 93 dias. A sua alegação de extrema validade foi provada como verdadeira por Alexander Graham Bell.
Ann emigrou com a sua família aos 12 anos de idade para os Estados Unidos, tendo vivido em Baltimore nos restantes 98 anos da sua vida. Casou-se e enviuvou cedo, não tendo quaisquer filhos. Passou os últimos tempos da sua vida acamada, cega e quase surda, contudo preservava-se lúcida.

## Louisa Thiers
Louisa Kirwan Capron Thiers (2 de outubro de 1814 - 17 de fevereiro de 1926) foi a primeira pessoa do mundo a atingir a idade de 111 anos, confirmadamente, tendo falecido com 111 anos e 138 dias.
Ela nasceu em Whitesboro, Condado de Oneida, Nova Iorque. Seus pais eram Seth Capron, um veterano da Guerra da Independência e Eunice Mann Capron. Seu irmão Horace Capron, foi um dos fundadores da cidade de Laurel, Maryland. Na década de 1830, ela e sua família mudaram-se para Kenosha, Wisconsin. Ela se mudou para Milwaukee em 1850.
Em 6 de abril de 1847, casou-se com David Bodine Thiers. O casal teve cinco filhos no total, dos quais um morreu quando criança. David morreu em 1888. Ela era uma defensora da emancipação das mulheres.
Aos 108 anos, lembrou-se da abertura do Canal de Erie, montado numa das primeiras ferrovias a vapor em Nova Iorque, e de ver o Cometa Halley duas vezes. Ela também estava interessada em eventos atuais. Ela atribuiu sua longevidade a uma dieta moderada, muito sono, exercícios, manter o interesse na vida, ser feliz e fazer os outros felizes. Aos 111 anos, ela afirmou que "você não pode misturar amor e uma carreira" e que "a maternidade é uma das maiores bênçãos que podem vir a qualquer mulher".
Louisa morreu em 17 fevereiro 1926 aos 111 anos, 138 dias. Ela era a pessoa viva mais velha e a primeira pessoa a atingir a idade de 111 anos. Delina Filkins superou seu recorde do mesmo ano.

## Delina Filkins
Delina Ecker Filkins (4 de maio de 1815 – 4 de dezembro de 1928) foi  a primeira pessoa do mundo a atingir as idades de 112 e 113 anos, confirmadamente, tendo falecido com 113 anos e 214 dias.
Dada a importância do marco atingido, a sua idade tem sido confirmada por diversas investigações, tendo sempre dado resultado positivo. Só o caso de Jeanne Calment foi mais investigado. A idade de 113 anos só foi alcançada novamente 25 anos mais tarde em 1955 por Betsy Baker.  Com o aparecimento de cada vez mais supercentenários, Delina acabou por sair da lista das  100 pessoas mais velhas do mundo a 6 de março de 2009. Delina passou quase toda a sua vida num raio de 15 km da terra onde nasceu o Condado de Herkimer no estado de Nova Iorque.

## Miriam Banister
Miriam Sparks Voisey Banister (19 março de 1817 — 9 de abril de 1928) foi uma supercentenária anglo-americana verificada.
Miriam nasceu em Salcombe Regis, Devon, Inglaterra, filha John e Hester Voisey. Em 1850, casou-se com John Banister. 4 anos depois, o casal emigrou para os Estados Unidos. Em 1863, ela se mudou para St. Louis, Missouri. Seu segredo para uma vida longa foi comer e viver uma vida livre de estresse. No seu 110.º aniversário, foi relatado que ela estava em boa saúde, além de que ela era cega.
Miriam morreu em 9 de abril de 1928, com a idade de 111 anos, 21 dias. Ela era a segunda pessoa viva mais velha do mundo, apenas Delina Filkins era mais velha.

## Anna Wheeler
Anna Searles Palmer Wheeler (5 de março de 1833 – 18 de dezembro de 1943) foi um supercentenária americana pendente.
Anna nasceu em New Baltimore, Condado de Greene, Nova Iorque. Ela era a mais nova de 11 crianças. Seu pai era Daniel Palmer. Ela era casada com William Wheeler. O casal teve três filhos no total.
Na ocasião de seu 105.º aniversário, ela disse tinha uma "surdez leve", mas não se sentia tão velha de outra forma. Ela afirmou que você deve levantar cedo, dormir cedo, comer levemente e tentar se divertir.
Aos 109 anos, Wheeler gostava resolver muitos enigmas de palavras cruzadas e enigmas de serra de vaivém. Ela costumava acompanhar os acontecimentos atuais lendo jornais.
Foi mencionado em seu aniversário de 110 anos que Wheeler tinha caído e sofrido lesões leves alguns meses antes.
Wheeler morreu em 18 de dezembro de 1943, com a idade de 110 anos, 288 dias.

## Nancy Merriman
Nancy E. Merriman (nascida Mitchell) (19 de dezembro de 1841 – 14 de janeiro de 1954) foi um supercentenária americana pendente que pode ter sido a pessoa mais velha do mundo no momento de sua morte.
Ela nasceu em Mitchie, Condado de Monroe, Illinois. Ela se casou com Sylvester Merriman na década de 1870 e teve sete filhos junto com ele. Ela se tornou viúva em 1916.
Aos 108 anos foi relatado que ela ainda fazia tarefas em torno da casa. Nancy foi a primeira pessoa negra conhecida a se tornar uma supercentenária quando completou 110 anos em 1951.
Nancy morreu em 14 de janeiro de 1954, com a idade de 112 anos e 26 dias.

## Betsy Baker
Betsy Ann Baker (nascida Russell) (20 de agosto de 1842 – 24 de outubro de 1955) foi uma supercentenária britânica-americana verificada. Ela foi a primeira supercentenária listada pelo Guinness World Records como a pessoa mais velha do mundo. Em 2002, os investigadores confirmaram que era a pessoa viva a mais velha do mundo por padrões modernos da verificação por um período de tempo desconhecido antes de sua morte em 24 de outubro de 1955.
Betsy nasceu em Great Brington, Inglaterra, no Reino Unido, imigrou para o estado de Nebraska. Ela era a filha de Martha Russell (1806-1881). Ela se casou com Tyler Curtis Baker (1833-1921) em 1866 e teve cinco filhos com ele, dos quais três sobreviveram a ela. Uma delas, Florença (1872-1968), viveu por 95 anos.
Ela também foi, a segunda pessoa a atingir a idade de 113 anos, depois de Delina Filkins.

## Velgjer Svien
Velgjer Svien (nascida Nystuen) (10 de outubro de 1842 — 23 de janeiro de 1953) foi uma supercentenária norueguesa-americana verificada.
Velgjer nasceu em Valdres, na Noruega. Sua mãe morreu quando ela tinha oito anos de idade. Svien mudou-se para os Estados Unidos em 1854, junto com seu pai e irmãos. A viagem de barco levou 11 semanas. Eles começaram a viver em Wisconsin antes de se mudar para St. Ansgar, Iowa.
Em 1860, casou-se com outro imigrante norueguês, Andrew J. Svien. O casal se mudou para Minnesota cinco anos depois. Eles tinham quatro filhos biológicos e uma filha adotiva. Eles abriram um hotel em Northfield. Andrew também trabalhou como fazendeiro e policial. O nome americano de Velgjer era Ellen Johnson. Velgjer tornou-se viúva em 1926. Seu segredo para a longevidade era levar uma vida sem estresse. Viveu sozinha até os 98 anos, quando sua filha Carrie começou a viver com ela.
Velgjer morreu em 23 janeiro 1953, na idade de 110 anos, 105 dias.

## Sarah Rockwell
Sarah Frances "Fannie" Rockwell (nascida Pearce) (25 de outubro de 1843 — 23 de novembro de 1953) foi uma supercentenária americana não verificada.
Ela nasceu em Richmond, Virgínia. Seus pais eram Samuel e Nancy Ford Ford Pearce. Ela cresceu na área de Henrico e trabalhou como enfermeira durante a Guerra Civil. Depois que a guerra terminou, ela se mudou para Connecticut, onde conheceu e casou seu marido Charles Rockwell em Danbury em 13 de abril de 1873.
O casal teve duas filhas, Mary e Lena. Ela foi viúva em 1918 e viveu com sua filha Mary em Danbury após a morte de seu marido. Ela passou seus últimos anos vivendo com sua filha Lena em Danbury. Mais tarde, Sarah começou a alegar ter nascido em 1844. Sarah Rockwell morreu em Danbury, Connecticut em 23 de novembro de 1953, com idade de 110 anos, 29 dias.

## Martha Graham
Martha Graham (c.27 de Dezembro? de 1844 — 25 de Junho de 1959) foi uma supercentenária norteamericana. O Guinness World Records Book reconhece Martha Graham como tendo nascido em Dezembro de 1844, e ter vivido cerca de 114 anos e 180 dias. Assim, uma data extrapolada para o seu nascimento será 27 de dezembro de 1844. Todavia, ela própria reclamava ter nascido em 1840.

## Jennie Howell
Jane "Jennie" Howell (nascida Chaplow) (28 de fevereiro de 1845 — 16 de dezembro de 1956) foi uma supercentenária britânica-americana que está atualmente pendente.
Ela nasceu em Carlisle, Inglaterra, em 28 de fevereiro de 1845, filha de James e Mary Chaplow. A família partiu para a América do Norte em 1859 e mais tarde veio para Utah, Estados Unidos. Jennie casou-se com Reese Howell em Wellsville, Utah em 1869 e se mudou com ele para Kelton no ano seguinte. O casal teve quatro filhos, todos os quais ela sobreviveu.
Em 1886 a família moveu-se para Ogden, onde funcionaram uma loja seca dos bens. Seu marido morreu em 1913 e Jennie mais tarde mudou-se para Los Angeles, Califórnia para viver com seus filhos. Jennie passou os últimos anos de sua vida com uma neta.
Jennie morreu em Los Angeles em 16 de dezembro de 1956, com idade de 111 anos, 292 dias.

## Robert Early
Robert Alexander Early (8 de outubro de 1849 — 9 de outubro de 1960) foi um supercentenário americano que pode ter sido o homem vivo mais velho em sua morte em 1960.
Robert nasceu no Condado de Whitley, Kentucky, onde viveu toda sua vida. Ele trabalhou como professor, carpinteiro, portador de correio e lojista. Alegadamente, ele se voltou para a carpintaria aos 70 anos, e teve que desistir aos 107 anos.
No momento de sua morte, se sua idade era verdadeira, ele era o homem mais velho de sempre, e o primeiro homem na história a atingir a idade de 111 anos. Ele também foi o último sobrevivente nascido na década de 1840. Robert morreu em Corbin, Kentucky, em 9 de outubro de 1960, um dia depois de comemorar seu aniversário de 111 anos.

## Mary Kelly
Mary Martha Kelly (nascida Young) (7 de junho de 1851 - 30 de dezembro de 1964) foi uma supercentenária americana. Ela viveu até a idade de 113 anos, 206 dias. Ela era a pessoa viva mais velha do mundo de 24 de novembro 1959 até 30 de dezembro de 1964. Ela também ocupou o título de pessoa mais velha do estado de Michigan até que Maude Farris-Luse superou sua idade em 2000. Ela também foi a terceira pessoa a atingir a idade de 113 anos, depois de Delina Filkins e Betsy Baker.
Mary Martha Young nasceu em 7 de junho de 1851 em Southfield, Condado de Oakland, Michigan. Ela se casou com Albert Kelly em 1873. Eles tinham 3 filhos. Seu marido morreu aos 34 anos, em um acidente do moinho de vento no Condado de Clinton, Iowa. Ela permaneceu viúva nos últimos 84 anos de sua vida. Ela foi uma leitora e só desistiu aos 108 anos, devido a problemas de visão. Aos 106 anos, ela disse: "As pessoas pensam que eu sou uma mulher idosa. Eu não penso assim, eu não me sinto velha na minha maneira de pensar." Kelly viveu independente até os 106 anos quando se mudou para Long Beach General Hospital. Aos 110 anos, Kelly era conhecida por ser ainda alegre e positiva, embora passasse a maior parte do tempo dormindo.

## Sylvester Melvin
Sylvester Melvin (29 de novembro de 1851 - 12 de março de 1962) foi um supercentenário americano. Ele nasceu em uma fazenda em Rubicon Township, Condado de Greene, Illinois, filho de Thomas e Elizabeth Melvin. Ele se formou na Universidade Wesleyan de Illinois. Em 1880, casou-se com Addie Strickland. O casal teve quatro filhos no total. Um deles, Leon, morreu em 1920. Em 1900, ele começou a trabalhar como secretário do Greene County Mutual Fire Insurance Company. Aos 107 anos, ele ainda trabalhava para a mesma empresa. Ele também tinha uma firma de gado chamada "Sylvester Melvin and Sons".
Como um centenário, ele era capaz de raspar folhas em seu jardim. Ele poderia se lembrar da Guerra Civil Americana que começou em 1861. Sua esposa Addie morreu em 1953/1954. Em seu 109º aniversário, o prefeito declarou o "Dia de Sylvester Melvin". As empresas estavam fechadas por meia hora para sua honra. Ele tinha problemas de visão. Ele morava com uma de suas filhas. Seu segredo para a longevidade era "apenas manter de morrer". Por ocasião de seu 110.º aniversário, ele foi hospitalizado por um distúrbio intestinal menor.
Melvin morreu em 12 março 1962 aos 110 anos e 103 anos.

## Narcissa Rickman
Narcissa Rickman (nascida Nicholson; 13 de setembro de 1855 - 21 de outubro de 1968) foi uma supercentenária americana que na época de sua morte poderia ter sido a pessoa mais velha do mundo. Ela também foi a quarta pessoa a atingir a idade de 113 anos, depois de Delina Filkins, Betsy Baker e Mary Kelly.
Narcissa nasceu em uma cabana em Rosman, Condado de Transylvania, Carolina do Norte, filha de Evan Pearson Nicholson e Rebecca Elizabeth Nicholson. Ela se casou com Nicholas Rickman em 1882. Ela era professora da Escola Dominical. Nicholas faleceu em 1901.
No seu 112º aniversário, foi mencionado que ela tinha quatro pés de altura. Ela morava com uma neta na época. Ela ainda era sociável e mentalmente alerta em 1967. No entanto, ela caiu e quebrou o quadril naquele ano em junho. Ela tinha quebrado seu quadril já quando ela tinha 95 anos de idade. Rickman foi posteriormente levada para o hospital, onde permaneceu por 13 dias. Ela se tornou cadeirante de rodas. Ela também fraturou algumas costelas em outra ocasião. Ela não poderia ler livros mais por muito tempo. Ela gostava de ler a Bíblia e as enciclopédias. Ela atribuiu sua longevidade ao "bom senhor".
Ela passou seu aniversário de 113 anos em um hospital para um caso de resfriado comum.
Rickman morreu em 21 outubro 1968, na idade de 113 anos, 38 dias.

## Fannie Thomas
Fannie Thomas (14 ou 24 de abril de 1867 – 22 de janeiro de 1981) foi registado na Livro Guinness de recordes como a decana dos Estados Unidos. Dado que o caso de Shigechiyo Izumi esteve em disputa, e foi descreditado, Fannie terá sido mesmo a decana da humanidade e foi a mulher mais velha do mundo na altura da sua morte aos 113 anos e 283 dias. Existia uma dúvida quanto à sua data de nascimento, que foi resolvida por uma investigação da segurança social em 2002.

## Mary McKinney
Mary McKinney (30 de Maio de 1873 — 2 de fevereiro de 1987) foi uma supercentenária norteamericana. Foi Decana da Humanidade de 20 de Setembro de 1986 até à data de seu falecimento, aos 113 anos e 248 dias.

## Carrie C. White
Carrie C. White, nascida Carrie C. Joyner (18 de novembro de 1874? – 14 de fevereiro de 1991), foi reconhecida pelo Guinness Book of Records como a pessoa mais velha do mundo em 1988.
Residente em Palatka, Florida foi internada quando teve um esgotamento nervoso em 1909, o ano do seu divórcio. A sua documentação foi tomada por correcta, mas investigações recentes indicaram que ela teria talvez 21 e não 35 anos como declarou nessa data, o que indica a possibilidade de ter falecido aos 102 (e não com 116 anos).
Se assim aconteceu, Jeanne Calment teria o estatuto de Decano da Humanidade não a partir de 14 de Fevereiro de 1991 mas logo após o falecimento de Florence Knapp em Janeiro de 1988, no entanto pelos registros foi Decana da Humanidade de 11 de Janeiro de 1988 a 14 de Fevereiro de 1991, faleceu aos 116 anos e 88 dias, sucedeu-lhe no título Jeanne Calment, de 115 anos de idade.

## Wilhelmina Kott
Wilhelmina Geringer Kott (Peru (Illinois),7 de março de 1880 – 6 de setembro de 1994) foi a pessoa mais velha dos Estados Unidos nos últimos quatro meses de vida. Viveu em Chicago desde 1881 até à sua morte. De momento encontra-se listada nas 50 pessoas mais velhas de sempre.

## Sarah Knauss
Sarah DeRemer Clark Knauss (Hazleton, 24 de setembro de 1880 – Allentown, 30 de dezembro de 1999) foi entre Abril de 1998 e a data do seu falecimento, a pessoa mais velha do mundo, tendo falecido aos 119 anos e 97 dias. Era natural do estado norte-americano da Pensilvânia.
Devido às dúvidas que permanecem sobre a verdadeira data de nascimento de Shigechiyo Izumi, há estudiosos do fenómeno da longevidade que a consideram a segunda pessoa que mais tempo viveu, apenas ultrapassada pela francesa Jeanne Calment. Foi Decana da Humanidade de 16 de Abril de 1998 a 30 de Dezembro de 1999, e sucedeu-lhe no título Eva Morris, de 114 anos de idade.

## Mary Bidwell
Mary Electa Bidwell (9 de maio de 1881 – 25 de abril de 1996) era considerada a pessoa mais velha do seu país, na altura da sua morte, antes de se ter confirmado o caso de Sarah Knauss. No entanto, continua a ser a pessoa mais velha de sempre do seu estado natal, o Connecticut e está entre as 50 pessoas mais velhas de sempre. Mary foi professora durante seis anos até casar em 1906. Teve uma vida independente até perfazer os 110 anos, tendo-se mudado para um lar de idosos em Hamden no Connecticut, onde faleceu aos 114 anos e 352 dias.

## Carrie Lazenby
Carrie Lazenby (9 de fevereiro de 1882 – 14 de setembro de 1996) faleceu aos 114 anos e 218 dias, sendo na altura da sua morte a pessoa mais velha do seu estado natal, a Geórgia. Foi ultrapassada recentemente por Gertrude Baines. Encontra-se entre as 50 pessoas mais velhas de sempre.

## Maggie Barnes
Maggie Barnes (Kenly, 6 de março de 1882 [de acordo com uma Bíblia familiar] — 19 de janeiro de 1998) foi uma supercentenária norte-americana.

## Christian Mortensen
Christian Mortensen (Skaarup, 16 de agosto de 1882 — 25 de abril de 1998) foi um supercentenário. Nasceu na Dinamarca e depois emigrou para os Estados Unidos em 1903. O seu nome completo era Thomas Peter Thorvald Kristian Ferdinand Mortensen. É considerado o segundo homem mais velho de sempre, tendo falecido aos 115 anos e 252 dias.

## Maude Farris-Luse
Maud (Davis) Farris-Luse (21 de Janeiro de 1887 – 18 de Março de 2002) foi, entre junho de 2001 e a data do seu falecimento, a pessoa mais velha do mundo, tendo falecido com 115 anos e 49 dias. Era norte-americana, do estado do Michigan. Sucedeu-lhe no título Kamato Hongo, de 114 anos de idade.

## Adelina Domingues
Adelina Ergangiola Domingues (19 de fevereiro de 1888 — 21 de agosto de 2002) foi a mais velha pessoa de sempre nascida em Cabo Verde. Faleceu com a idade de 114 anos, sendo à data da sua morte a mais velha pessoa com nacionalidade norte-americana. Atualmente é considerada a 40ª pessoa mais velha de sempre com idade confirmada.

## Charlotte Benkner
Charlotte Enterlein Benkner(Leipzig (Alemanha) 16 de novembro de 1889 – 14 de maio de 2004) foi considerada a decana da humanidade de novembro de 2003  até à validação da idade da porto-riquenha Ramona Trinidad Iglesias-Jordan em março de 2004. Charlotte é a pessoa mais velha pessoa de sempre nascida na Alemanha.
Charlotte Enterlein cresceu em Peekskill no estado de Nova Iorque, para onde a sua família tinha emigrado em 1896.  Após o seu casamento em 1908 com Karl Benkner mudou-se para os estados da Pensilvânia e Ohio e Arizona depois de se reformar. Viveu os últimos anos da sua vida em North Lima no estado do Ohio. A sua irmã mais nova, Tille Hare, faleceu duas semanas antes de se tornar centenária.

## Elizabeth Bolden
Elizabeth "Lizzie" Bolden (Tennessee, 15 de agosto de 1890 — Memphis, 11 de dezembro de 2006), foi uma norte-americana considerada a pessoa mais velha do mundo à data da sua morte. Foi Decana da Humanidade de 27 de agosto de 2006 a 11 de dezembro de 2006, falecendo aos 116 anos e 118 dias.

## Bettie Wilson
Bettie Rutherford Wilson (3 de Setembro de 1890 – 13 de fevereiro de 2006) Foi considerada durante algum tempo a pessoa mais velha do EUA, perdendo este título quando Elizabeth Bolden foi descoberta.
Filha de escravos libertos, Bettie é a pessoa mais longeva do seu estado de origem, o Mississippi, atingindo os 115 anos e 153 dias. Quando celebrou o seu 115º aniversário era a terceira pessoa mais velha do mundo ainda viva. Encontra-se entre as 25 pessoas mais velhas de sempre.

## Susie Gibson
Susie Elizabeth Potts Gibson (31 de outubro de 1889 ou 1890 – 16 de fevereiro de 2006) era a terceira pessoa mais velha do mundo no dia da sua morte. Susie afirmou ter nascido em 1889, mas toda a sua documentação indica 1890 como a sua real data de nascimento. Está entre as 25 pessoas mais velhas de sempre. Susie foi várias vezes considerada a pessoa mais velha do mundo, mas a descoberta de María Capovilla, Elizabeth Bolden e Bettie Wilson retirou-lhe o título. Susie tinha uma excelente forma física e mentalmente sã até aos seus últimos meses de vida, tendo o costume de comer num restaurante perto do lar de idosos onde vivia, mesmo aos 115 anos de idade.
Susie nasceu em Corinth no estado do Mississippi com o nome de Susie Potts. Casou com James W. Gibson em 1915, tendo-se mudado, então, para Sheffield no Alabama. Susie sobreviveu ao seu único filho e foi independente até aos 104 anos de idade, mudando-se depois para um lar de idosos em Tuscumbia (Alabama).

## Fred Hale
Fred Harold Hale, Sr. (New Sharon, Maine, 1 de Dezembro de 1890 — Jamesville, Nova Iorque, 19 de Novembro de 2004) foi o homem mais velho dos Estados Unidos após o falecimento de John Ingram McMorran, em Fevereiro de 2003, e o homem mais velho do mundo após o falecimento de Joan Riudavets-Moll, em Março de 2004.

## Emma Tillman
Emma Faust Tillman (Gibsonville, 22 de novembro de 1892 — Hartford, 28 de janeiro de 2007) foi a pessoa mais velha do mundo durante quatro dias: desde 24 de janeiro de 2007 até à data do seu falecimento.

## Bertha Fry
Bertha Fry (1 de dezembro de 1893 — 14 de novembro de 2007) foi uma supercentenária dos Estados Unidos que faleceu aos 113 anos e 348 dias. À data do seu falecimento era a terceira pessoa mais velha do planeta, atrás apenas de Edna Parker, também dos EUA, e Maria de Jesus, de Portugal, ambas também nascidas em 1893.

## Edna Parker

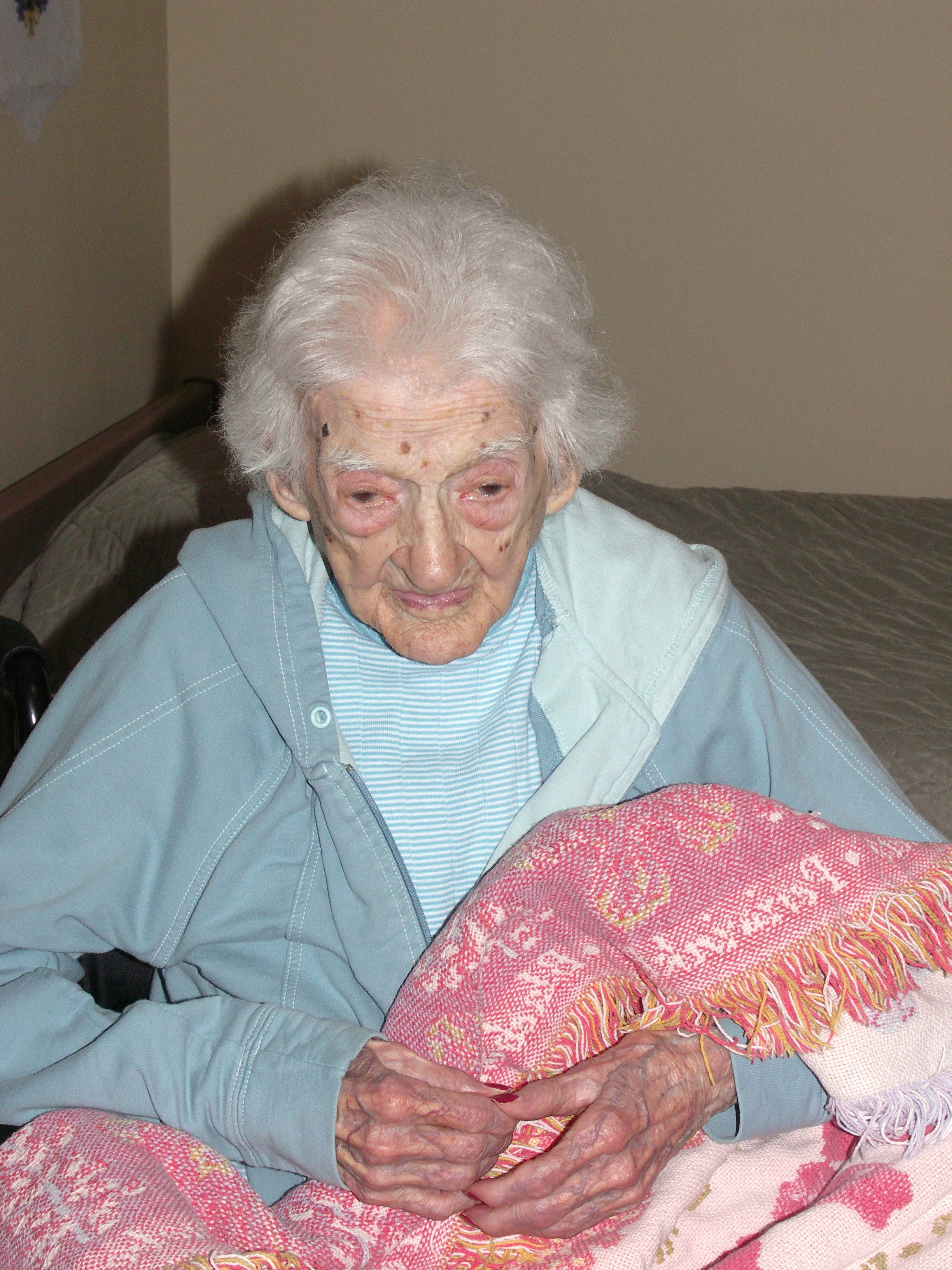
Edna Parker

Edna Parker (Condado de Shelby, Indiana, 20 de abril de 1893 - 26 de novembro de 2008) foi uma supercentenária norte-americana.
 
Foi a Decana da Humanidade de 13 de Agosto de 2007 a 26 de Novembro de 2008. Após a sua morte, sucedeu-lhe como pessoa mais velha do mundo a portuguesa Maria de Jesus

## Catherine Hagel
Catherine Dahlheimer Hagel (28 de novembro de 1894-6 de dezembro de 2008) era, nos últimos dias de vida, a terceira pessoa mais velha do mundo, a segunda mais velha dos Estados Unidos e a pessoa mais velha de sempre do seu estado natal, o Minnesota. Curiosamente este recorde pertencia anteriormente à sua cunhada, Delvina Dahlheimer. Catherine faleceu aos 114 anos e 8 dias de idade.
Catherine era agricultora e aos 100 anos de idade ainda era ativa. Mesmo quando foi internada num lar de idosos, plantou um enorme jardim e continuou a visitar parentes. Apesar da sua idade avançada continua a não tomar medicamentos.

## Gertrude Baines

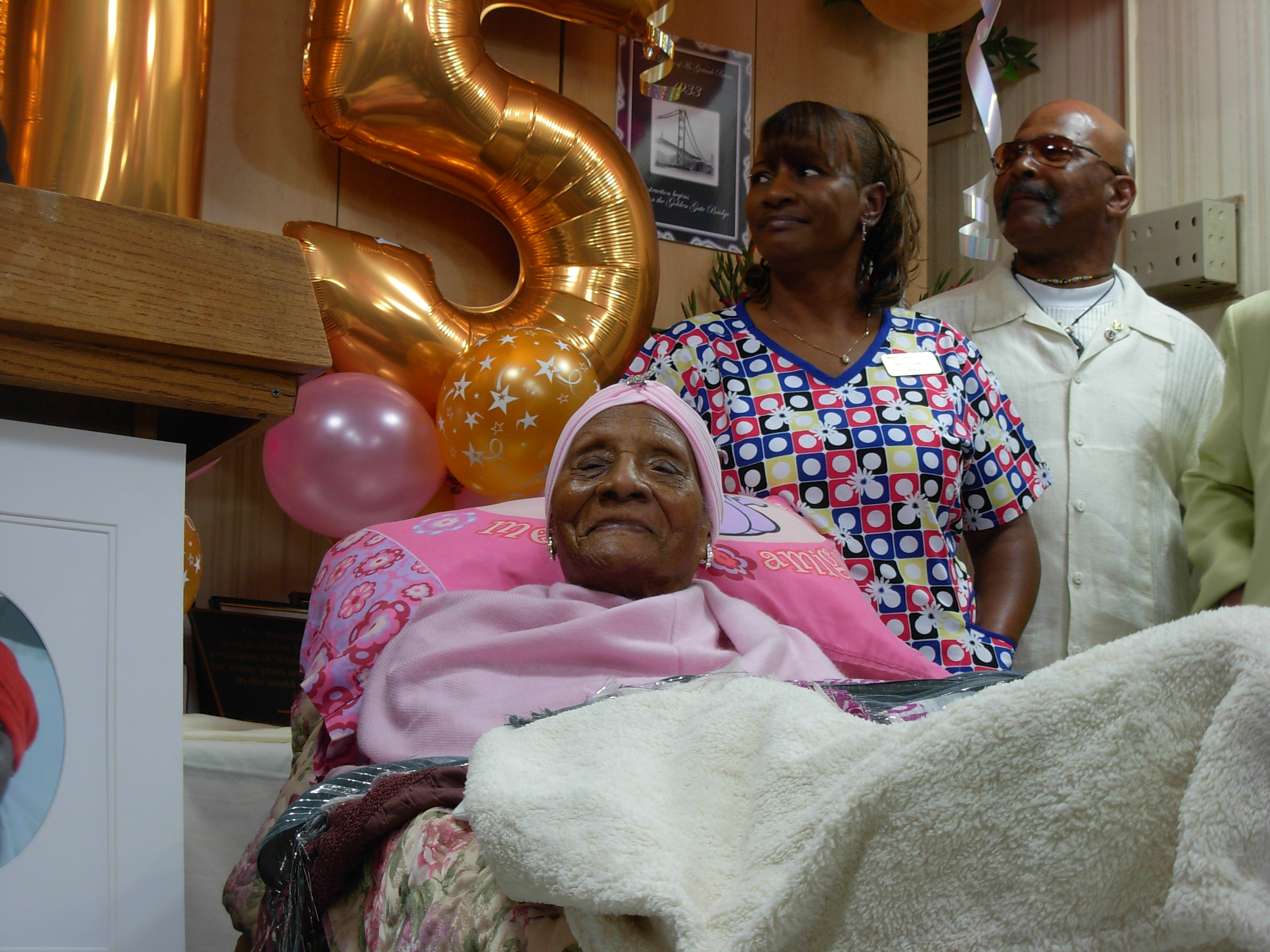
Gertrude Baines no seu 115º aniversário.

Gertrude Baines (Shellman, Geórgia, 6 de Abril de 1894 - Los Angeles, Califórnia, 11 de Setembro de 2009) foi uma supercentenária norte-americana, tendo sido a decana da humanidade de 2 de Janeiro a 11 de Setembro de 2009, após o falecimento da portuguesa Maria de Jesus. Apesar de sofrer de artrite e de já não ser capaz de andar nos últimos anos, Gertrude era bastante saudável e nunca teve uma doença grave em toda a sua vida. Gertrude foi a última pessoa viva com nascimento comprovado em 1894. À data da morte, tinha 115 anos e 158 dias, sendo a 16ª pessoa mais velha de sempre.

## Beatrice Farve
Beatrice Farve (30 de abril de 1895-19 de janeiro de 2009) no dia da sua morte era a segunda pessoa mais velha do mundo, e dos Estados Unidos. Entre novembro de 2008 e 18 de maio de 2010 esteva na Lista das 100 pessoas mais velhas de sempre

## Mary Josephine Ray
Mary Josephine Arsenault Ray (17 de maio de 1895 - 7 de março de 2010) era na altura da sua morte a segunda pessoa mais velha do Mundo, tendo chegado aos  114 anos e 294 dias anos. Mary era fã dos Red Sox (equipa de Baseball de Boston).

Vídeo familiar em comemoração do 114º aniversário de Mary Josephine Ray

## Olivia Patricia Thomas
Nascida Olivia Patricia Trevellyan (29 de junho de 1895 -  16 de novembro de 2009) era à data da sua morte a terceira pessoa mais velha do mundo com 114 anos e 140 dias. Era conhecida como a Senhora da Plantas (Plant Lady) dada sua dedicação em cuidar de plantas. Viveu os últimos anos da sua vida num lar de idosos em Williamsville (Illinois) onde se dedicou à jardinagem e à pintura. Alguns dias antes de morrer ainda permanecia bastante ativa.

## Neva Morris

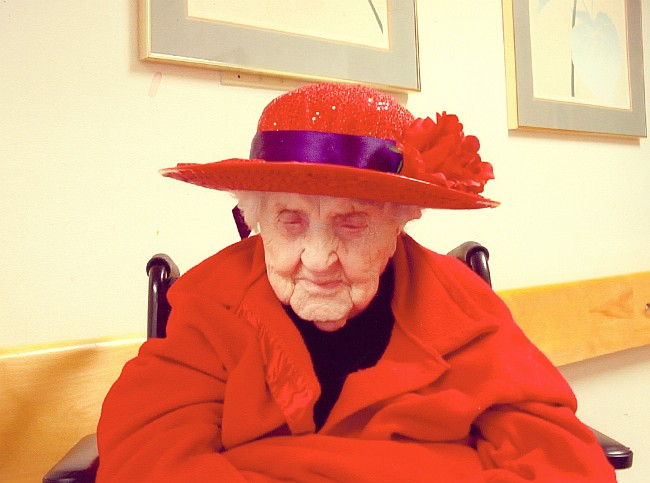
Neva Morris

Neva Freed Morris (3 de agosto de 1895 - 6 de abril de 2010) era aos 114 anos e 246 dias a segunda pessoa mais velha do mundo.
Nascida como Neva Freed casou com Edward Morris em 1914. Teve quatro filhos e viveu numa quinta no Iowa, tendo sido agricultora toda vida. Permaneceu na quinta até aos 99 anos anos de idade. "Nada de especial" foi a resposta que dá, quando lhe perguntam o segredo da longevidade. Neva tem uma gosto especial por automóveis, tendo sido condutora por mais de 80 anos, e por cantar em coros femininos.

## Maggie Renfro
Maggie Mae Thorton Renfro (Athens (Luisiana), 14 de novembro de 1895- 22 de janeiro de 2010) era aos 114 anos e 69 dias a quarta pessoa mais velha do mundo. Maggie reclamava ser um ano mais velha, mas estava registada no censo de 1900, como tendo quatro anos, localizando o seu nascimento em 1895. A 12 de julho de 2009, Maggie entrou na Lista das 100 pessoas mais velhas de sempre.
Maggie era a quarta de onze filhos de Wylie e Dellie Thornton. Aos dezanove anos de idade tornou-se cozinheira. Mudou-se para Madisonville (Texas) e mais tarde para Houston, onde conheceu e casou com seu marido Rudy, com o qual não teve filhos. Após a morte do marido em 1971, Maggie mudou-se para Minden no seu estado natal, onde permaneceu até falecer. Ela atribuiu a sua longevidade a ter sido uma boa servidora de Deus e "Amar toda a gente e tratar todos corretamente". Vivia com sua sobrinha, Mattie Ellis e sentia-se bem de saúde. Maggie e as suas irmãs centenárias, Carrie Thornton (9 de abril de 1902) e Rosie Thorton Warren (6 de janeiro de 1906) foram o trio de irmãs mais velhas do mundo, com idades combinadas de 324 anos. As três irmãs faleceram num intervalo de quarenta dias. A irmã mais nova, Rosie, faleceu a 18 de dezembro de 2009, a poucos dias do seu 104º aniversário. Pouco depois, a irmã do meio, Carrie, faleceu a 5 de janeiro de 2010, aos 107 anos, e Maggie, a mais velha, sucumbiu devido a uma pneumonia a 22 do mesmo mês.

## Daisey Bailey
Daisey Bailey (30 de março de 1896-7 de março de 2009) foi aos 113 anos e 342 dias, por algumas horas antes de falecer, a quarta pessoa mais velha do Mundo e a mais velha dos Estados Unidos. A 16 de dezembro de 2009, Daisey entrou na Lista das 100 pessoas mais velhas de sempre.
Nasceu como Daisey Flowers em Wilson County no Tennessee  e casou-se aos 14 anos com Will Ready, que faleceu precocemente. Em 1943 mudou-se para Pontiac no Michigan. Sobreviveu a todos os seus quatro filhos e tinha dezenas de netos e de bisnetos. No fim da sua vida vivia com a sua neta Helen Arnold (com 71 anos) em Detroit.
Daisey atribuía a sua longevidade à oração, ao amor, ao perdão e a comer vegetais.

## Eunice Sanborn
Eunice Sanborn (20 de julho de 1896-31 de janeiro de 2011) era aos 114 anos e 185 dias a pessoa mais velha do Mundo. Entrou na 
Lista das 100 pessoas mais velhas de sempre a 7 de abril de 2010.
Eunice nasceu em Lake Charles, Louisiana e casou pela primeira vez em 1913. O seu primeiro marido morreu num acidente de automóvel. Em 1937 mudou-se para o Texas com o seu segundo marido, onde colaborou na fundação de um miradouro chamado Love's LookoutSteddom, Gayle (24 de julho de 2007). «Love's Lookout founder Eunice Sanborn turns 112». Jacksonville Daily Progress. Consultado em 18 de setembro de 2009. Arquivado do original em 3 de janeiro de 2013

## Besse Cooper
Besse Berry Cooper, nascida Besse Brown (Sullivan, Tennessee, 26 de agosto de 1896-4 de Dezembro de 2012 era uma supercentenária americana que era até à data da morte a pessoa mais idosa do mundo, depois da morte de Maria Gomes Valentim em 21 de junho de 2011.
Besse Cooper era a terceira filha dentre oito irmãos. Terminou os estudos na escola East Tennesse Normal School e tornou-se professora, tendo leccionado no seu estado natal e na Geórgia. Tornou-se a pessoa mais velha da Georgia em 19 de janeiro de 2009 depois do falecimento de Beatrice Farve. No dia do seu 114º aniversário de anos ela tinha 4 filhos, 11 netos, 15 bisnetos e 1 trisneto.

## Walter Breuning

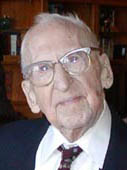
Walter Breuning

Walter Breuning (Melrose, Minnesota, 21 de setembro de 1896 -  Great Falls,  Montana, 14 de abril de 2011) foi, aos 114 anos e 205 dias, o homem mais velho do mundo (até à data da sua morte) e a 7a. pessoa mais velha do mundo. Entrou na lista das 100 pessoas mais velhas de sempre a 21 de junho de 2010 aos 113 anos e 273 dias.
Trabalhou como ferroviário durante cinquenta anos e viveu por 30 anos numa residência para idosos em Great Falls (Montana), gozando de excelente saúde, quer física, quer mental. Segundo ele, o segredo da longevidade era permanecer ativo:"se mantiver a sua mente e o seu corpo ocupados, você vai ficar por aqui muito tempo".

## Leila Denmark

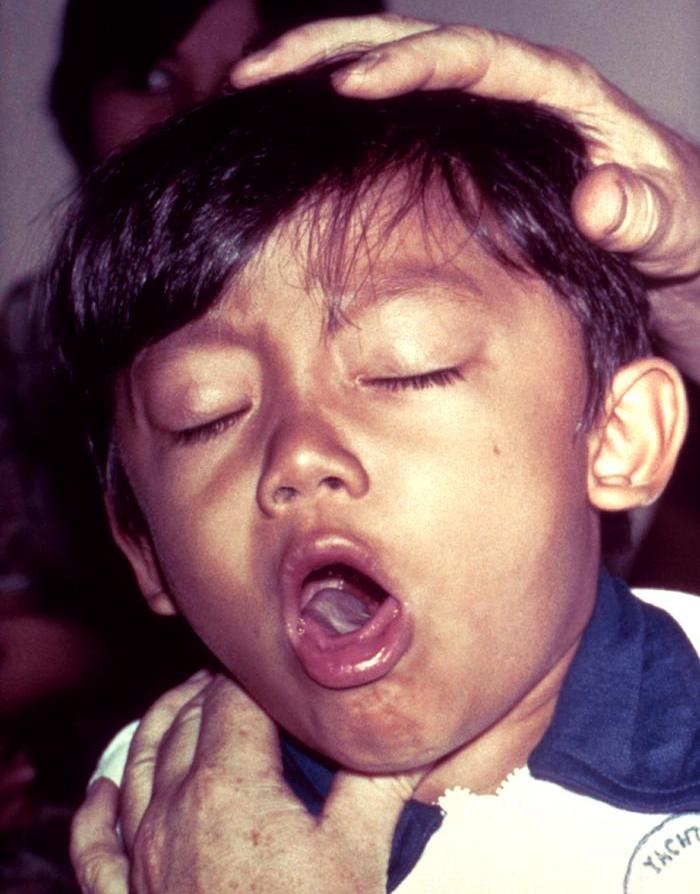
Criança com Tosse convulsa. A Drª Denmark colaborou na descoberta da vacina desta doença

A doutora Leila Alice Daughtry Denmark 1 de fevereiro de 1898-1 de Abril de 2012 (114 anos) tornou-se a mais velha pediatra do mundo ao reformar-se aos 103 anos de idade em maio de 2001.
Nasceu em Portal no estado da Geórgia. Embora tenha estudado para  ser professora, Leila decidiu tornar-se médica, quando o seu noivo Jonh E. Denmark foi colocado na ilha de Java, onde as esposas não eram permitidas. A, ainda, Dr. Daughtry foi a única mulher a graduar-se na Escola Médica da Geórgia em 1928 e casou-se pouco depois de se graduar. A Dr. Denmark participou na equipa que desenvolveu a vacina da tosse convulsa e exerceu medicina em vários hospitais, nomeadamente o Grady Memorial em Atlanta e no hospital pediátrico Henrietta Eggleston. Também atendia pacientes numa clínica na sua própria casa, dedicando parte do seu tempo profissional à caridade.
As suas ideias foram compiladas no livro Every Child Should Have A Chance (Toda a Criança Devia Ter Uma Oportunidade), publicado em 1971. Esteve entre os primeiros médicos a desaconselhar o fumo do tabaco perto de crianças e a prescrição de medicamentos a grávidas. A Dr. Denmark acredita que o leite de vaca é prejudicial à saúde e que se deveria comer fruta em vez de sumos de fruta, ou então beber só água.  Viveu em Alpharetta (Geórgia) até aos 106 anos de idade, quando se mudou para Athens (Geórgia) para viver com a sua filha Mary Hutcherson.

## Frederica Sagor Maas
Frederica Sagor Maas (6 de julho de 1900-5 de janeiro de 2012) Nova Iorque) foi uma escritora filha de imigrantes russos. Estudou jornalismo, e depois de ter casado com Ernest Maas em 1927 fez da escrita de guiões e argumentos para o cinema a sua profissão.

### ligações externas
- Frederica Sagor Maas. no IMDb.
- Vídeo de Frederica Sagor Maas aos 100 anos
- Entrevista com Frederica Sagor Maas aos 99 anos